# Черчилл (Манитоба)
Че́рчилл (англ. Churchill) — город на побережье Гудзонова залива в Манитобе, Канада.
Находится на расстоянии почти 1600 км от Виннипега, столицы Манитобы в Канаде. Расположен на берегу Северного Ледовитого океана на западном берегу Гудзонова залива, при впадении реки Черчилл. Высота над уровнем моря: 5 м. Часовой пояс: UTC−6:00. Население (2006 г.) — 923 человека. Крупный зерновой порт. Построен небольшой аэропорт. Черчилл имеет субарктический климат с длинной и очень холодной зимой и коротким прохладным летом.
Основан в 1688 году. Больше половины населения — из коренных народов, в том числе чипевайанов, болотных кри и инуитов, а также метисов. Важной индустрией в городе является экотуризм. Туристы прибывают сюда чтобы полюбоваться представителями арктического животного мира: от полярных медведей и китов — белух до карибу и арктических лис — песцов.
Главным образом, город знаменит большим числом полярных медведей, перемещающихся осенью из глубины материка к береговой линии, чем заслужил прозвище «мировой столицы полярных медведей», которое помогает в развитии туризма. В городе также существует специальная тюрьма для временного содержания медведей. Из достопримечательностей также можно выделить форт Принца Уэльского.